# Wilhelm Greven
Wilhelm Heinrich Erich Hubert Maria Greven (* 12. Juni 1875 in Köln; † 8. April 1939) war ein deutscher Jurist und Beigeordneter der Stadt Köln.

## Leben

### Herkunft und Familie
Wilhelm Greven war ein Sohn eines Kölner Holzhändlers. Seine Schwester Maria heiratete August Adenauer, den Bruder von Konrad Adenauer.
Er war mit Lilly Greven, geborene Hamm (1881–1961), einer Tochter des Oberlandesgerichtspräsidenten Oskar Hamm, verheiratet und ist der Großvater von Jochen Greven.

### Laufbahn
Der promovierte Jurist Greven gilt neben Peter Krautwig und Bruno Matzerath als ein langjähriger Weggefährte von Konrad Adenauer. Neben Adenauer war er der zweite juristische Beigeordnete mit bekannter Mitgliedschaft in der Zentrumspartei.
1905 wurde er zum Beigeordneten der Stadt Köln gewählt, erst zuständig für Armen- und Waisenpflege.  Um 1911 war er Aufsichtsratsvorsitzender der Baugenossenschaft Köln-Süd. Auf seine Initiative, u. a. belegt mit seinem Beitrag von 1911 und seinem Engagement hin, wurde 1913 die GAG mit einstimmigem Ratsbeschluss gegründet, deren Vorstandsvorsitzender Greven wurde. Zum 100. Geburtstag der GAG erfuhr er eine namentliche Würdigung. Auf seine baulichen Anregung von 1911 hin, wurde die Eisenbahnsiedlung Gremberghoven gestaltet. Er war auch in den Bau des Dormagen’schen „Krüppelheims“ der Stiftung Dr. Dormagen involviert und bei der feierlichen Eröffnung im Juni 1913 zugegen.
Zusätzlich war er bei der Reorganisation der städtischen Armenpflege aktiv. Ab 1914 kamen die zusätzlichen Verantwortungsgebiete Wohnungsamt und Häfen (bis 1921) und Werften hinzu. Später wurde er auch Lehrbeauftragter an der wieder gegründeten Universität Köln und lehrte dort Wohnungswesen.
Er diente anschließend im Ersten Weltkrieg, wurde ausgezeichnet und kehrte schon Ende 1918 wieder in die Stadtverwaltung in sein ursprüngliches Tätigkeitsfeld zurück. Im Anschluss wehrte er sich erheblich gegen die Einführung eines Mieterschutzes, wie z. B. die Einführung der Mietberechtigungskarte und die Anerkennung der Baugenossenschaft Mieterschutz. Dies war auch darin begründet, dass es um 1926 zu einer „bedauerlichen Zersplitterung im gemeinnützigen Wohnungsbau Kölns“ gekommen war.
Im März 1933, nach Reichstags- und Kommunalwahl, wurde das Kölner Rathaus durch die NSDAP besetzt, und es sollte die Absetzung von Konrad Adenauer als Kölner Oberbürgermeister formal bestätigt werden. Kölns höchster Nationalsozialist, der Gauleiter Josef Grohé, verlangte dies vom dienstältesten, im Rathaus anwesenden Beigeordneten Greven. Greven tat dies aber nicht und verwies auf den Regierungspräsidenten Hans Elfgen zur Entscheidung, welcher Adenauer kurze Zeit später beurlaubte. Ein Paar Tage danach folgte für Grevens gemeinsam mit weiteren sechs Beigeordneten, u. a. Max Berndorff, Ernst Schwering und Willi Suth, die Amtsenthebung.
Greven starb 1939 im Alter von 63 Jahren und wurde auf dem Kölner Melaten-Friedhof beigesetzt.

## Werke (Auswahl)
- Eine städtische Wohnungskommission und ihr Arbeitsgebiet. Ein Beitrag zur Lösung der Wohnfrage in Köln. Kölner Verlagsanstalt und Druckerei AG, Köln, 1911
- Kommunale Förderung des Kleinwohnungswesens in Cölln. ZfW, 1913, S. 126–127.
- Kölner Siedlungspolitik. In: Köln. Bauliche Entwicklung 1888–1927, Berlin, 1927, S. 87–89.
- Der Kölner Wohnungsbau unter besonderer Berücksichtigung von Bauten der „Gemeinnützigen A. G. für Wohnungsbau, Köln“. In: Wohnung, Wirtschaft, Gestaltung, Berlin, 1928.
- Kölns Wohnungsverhältnisse nach der Zählung vom 16. Mai 1927. Kölner Verwaltung, Wirtschaft und Statistik, 7,2, Köln, 1929.